# NorgesGruppen
NorgesGruppen — норвезька компанія, що володіє найбільшою мережею бакалійних крамниць у Норвегії. У мережу компанії входять 1 975 крамниць, з яких у власності знаходяться 565 супермаркетів.